# Hercules Magusanus

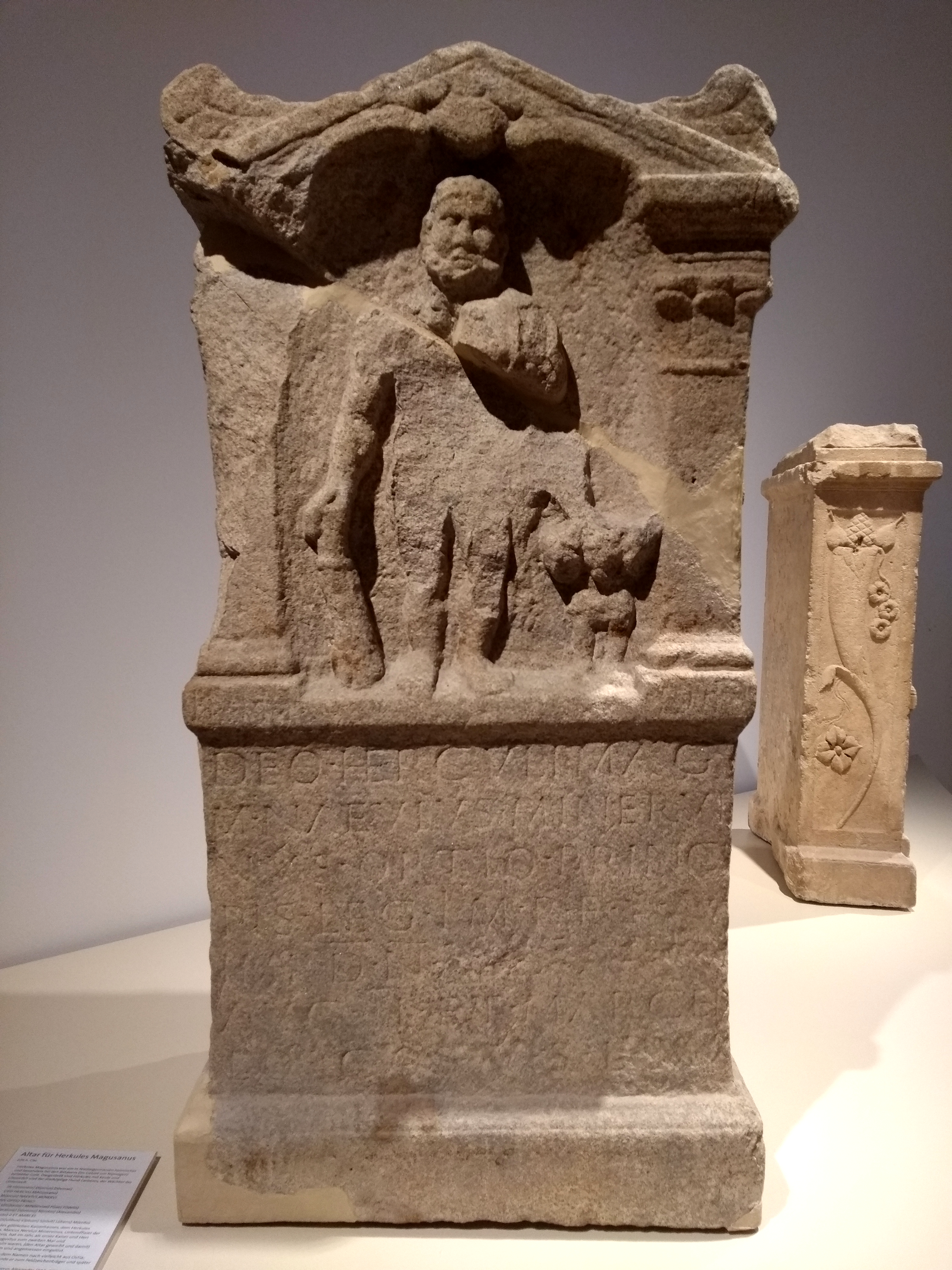
Altaar voor Hercules Magusanus in LVR-LandesMuseum Bonn.

Hercules Magusanus was een god uit het Batavengebied.
De naam is ontleend aan de vergelijkbare Romeinse halfgod Hercules met daarachter in de Germaanse of Keltische taal het woord Magusanus. Magusanus, gelieerd aan de Germaanse god Donar, gold als de oppergod voor de Batavieren. Door veelvuldig contact met de Romeinen, onder andere door in dienst te gaan van het Romeinse leger, voegden de legionairs van Bataafse herkomst de Romeinse Hercules samen met hun eigen Magusanus. De naam wordt door de Duitse germanist Norbert Wagner als Germaans geïnterpreteerd, zijnde afgeleid van een formatie *Magusna- "de Sterke, van kracht voorzien". De vergelijking met Hercules doet vermoeden dat het hier ook een mythologische figuur betreft met een grote fysieke kracht. Anderzijds wordt in een andere analyse Magusanus vergeleken met de Keltische, Welse persoonsnaam Mavohe[nos] ("Ouwe Jongen" of "Oudemans knecht"). De keltoloog Lauran Toorians merkt op dat beide etymologieën mogelijk zijn. Dit zou duiden op het gemengd Germaans-Keltische karakter van de Bataven.
In de civitas Batavorum (Bataafse bestuursdistrict) van het Romeinse Rijk in het huidige Nederlandse gebied van Maas en Waal, bouwde men tempels in Gallo-Romeinse stijl. De teruggevonden tempels in dit stamgebied te Elst (Tempels van Elst), Kessel en Empel (Tempel van Empel) waren waarschijnlijk gewijd aan Hercules Magusanus. Dit geldt zeker voor het in 2022 ontdekte heiligdom van Herwen-Hemeling. In de tempel van Empel is een beeld gevonden van Hercules Magusanus, dat getoond wordt in het Noordbrabants Museum te 's-Hertogenbosch. Ook in museum Hertogsgemaal in Gewande zijn artefacten aanwezig van deze (waarschijnlijk) aan Hercules Magusanus gewijde tempel. Daarnaast zijn op meerdere plaatsen (onder andere in Forum Hadriani) aan deze god gewijde beelden en wijaltaren gevonden. Ook stroomopwaarts langs de Rijn, ver in Duitsland, is de naam van de god aangetroffen, wat inhoudt dat Germaanse stammen deze god al aanbaden voordat ze het Romeinse Rijk betraden en dat daarna in de Interpretatio Romana, zoals vaker voorkwam, Hercules eraan toegevoegd is.
Er is een beeld bekend van deze god in Griekse stijl, waarbij een naakte, bebaarde man gespierd en stevig gebouwd, leunt op een ander klein beeld. Marcus Cassianius Latinius Postumus, de gouverneur van de provincie Germania Secunda riep zichzelf in 260 uit tot Augustus van het Gallische keizerrijk en liet Hercules Magusanus op de achterzijde van zijn munten drukken, waarschijnlijk ten teken dat hij een bijzondere band met de Bataven had, maar mogelijk omdat hij in 260 een overwinning op de Franken had behaald in de buurt van heiligdom van Herculus Magusanus nabij Empel. Hercules Magusanus heeft mogelijk de inspiratie gevormd voor de wildemannen die als schildhouders dienen bij het wapenschild van 's-Hertogenbosch.